# Fuite à travers l'Himalaya
Pour plus de détails, voir Fiche technique et Distribution.
Fuite à travers l'Himalaya (Wie zwischen Himmel und Erde) est un film germano-suisse de Maria Blumencron sorti en 2012.

## Synopsis
Partie gravir le Cho Oyu, dans l'Himalaya, Johanna, étudiante en médecine à Berlin, tombe dans une crevasse et découvre deux enfants morts. Sauvée par ses coéquipiers tibétains, elle est reconduite dans un monastère et fait la connaissance de Tempa, un garçon de huit ans. Celui-ci est recherché par la police chinoise, car il est témoin d'une tentative d'assassinat sur son ami, l'Enfant Sacré, la réincarnation de Bouddha, que la Chine tente d'éliminer. À la demande de ses sauveurs, Johanna accepte de le conduire jusqu'à Lhassa pour confier l'enfant à Meto. Une fois arrivée à destination, elle doit cette fois emmener un groupe d'enfants vers l'Inde pour qu'ils aient une vie meilleure auprès du dalaï-lama. Avec des policiers à leurs trousses, ils entament un long voyage, en passant notamment par le col de Nangpa La.

## Fiche technique
- Titre original : Wie zwischen Himmel und Erde
- Titre français : Fuite à travers l'Himalaya
- Réalisation : Maria Blumencron
- Scénario : Maria Blumencron et Karl-Dietmar Möller-Nass
- Photographie : Jörg Schmidt-Reitwein
- Musique : Peter Scherer
- Montage : Clara Fabry et Simon Blasi
- Production : Jörg Bundschuh et Markus Fischer
- Sociétés de production : Kick Film, Snakefilm
- Pays d'origine : Allemagne, Suisse
- Langues originales : allemand, tibétain, mandarin
- Format : couleur - 2.35:1 - Dolby Digital
- Genre : drame
- Durée : 95 minutes
- Dates de sortie : 31 mai 2012

## Distribution
- Hannah Herzsprung : Johanna
- David Lee McInnis : Tashi
- Sangay Jäger : Tempa
- Lucas K. Peterson : le commandant Wang Bao
- Yangzom Brauen : Dolma Tsamchoe
- Pema Shitsetsang : Meto
- Carlos Leal : Jean-François
- Mona Petri : Florence
- Tamding Tsetan : père nomade tibétain